# Lista dos campeões mundiais de boxe dos pesos-galos
Essa é uma lista cronológica dos campeões mundiais no boxe na categoria dos pesos-galos, iniciada a partir de 1890, quando George Dixon derrotou Nunc Wallace e passou a reivindicar o título de primeiro campeão dos pesos-galos da era moderna do boxe. 
As organizações de boxe foram introduzidas em 1910, com a criação da União Internacional de Boxe (UIB), mais tarde rebatizada de União Européia de Boxe (UEB). Esta entidade organizou lutas entre 1913 e 1963.
Mais tarde surgiram outras organizações, dentre as quais a Associação Nacional de Boxe (ANB), fundada em 1921, mas que depois passou a se chamar Associação Mundial de Boxe (AMB).
Finalmente, no início da década de 60, houve uma crise no mundo do boxe, que resultou na extinção ou na fusão de diversas entidades até então existentes.
Atualmente, existem quatro entidades em vigor no mundo do boxe:
- Associação Mundial de Boxe (AMB), fundada em 1921, quando ainda se chamava Associação Nacional de Boxe (ANB).
- Conselho Mundial de Boxe (CMB), criado em 1963.
- Federação Internacional de Boxe (FIB), criado em 1983.
- Organização Mundial de Boxe (OMB), fundada em 1988.

## 1890 - 1962
| Conquista do título | Perda do título         | Campeão                 | Campeão        | Reconhecimento | Manutenção do cinturão número de defesas |
| --- | ----------------------- | ----------------------- | -------------- | -------------- | ---------------------------------------- |
| 27 de junho de 1890 | 1892                    | George Dixon            | Canada         | Universal*     | 3                                        |
| Dixon derrotou o campeão inglês dos pesos-galos Nunc Wallace em 27 de junho de 1890, reclamando para si o título mundial. |                         |                         |                |                |                                          |
| 15 de setembro de 1894 | 1899                    | Jimmy Barry             | Estados Unidos | Universal      | 6                                        |
| Barry aposentou-se invicto.                                                                                               |                         |                         |                |                |                                          |
| 12 de setembro de 1899 | 1900                    | Terry McGovern          | Estados Unidos | Universal      | 0                                        |
| McGovern deixou vago seu título e subiu para categoria dos pesos-penas.                                                   |                         |                         |                |                |                                          |
| 18 de março de 1901 | 1902                    | Harry Harris            | Estados Unidos | Universal      | 0                                        |
| Harris não conseguiu mais se manter dentro do peso de sua categoria, de modo que terminou por abdicar seu título mundial. |                         |                         |                |                |                                          |
| 23 de janeiro de 1902 | 13 de agosto de 1903    | Harry Forbes            | Estados Unidos | Universal      | 5                                        |
| 13 de agosto de 1903 | 17 de outubro de 1904   | Frankie Neil            | Estados Unidos | Universal      | 1                                        |
| 17 de outubro de 1904 | 1905                    | Joe Bowker              | Reino Unido    | Universal      | 1                                        |
| Bowker deixou vago seu título e subiu para a categoria dos pesos-penas.                                                   |                         |                         |                |                |                                          |
| 20 de outubro de 1905 | 21 de janeiro de 1909   | Jimmy Walsh             | Estados Unidos | Universal      | 4                                        |
| 21 de janeiro de 1909 | 22 de fevereiro de 1909 | Jimmy Reagan            | Estados Unidos | Universal      | 0                                        |
| 22 de favereiro de 1909                                                                                                   | 22 de fevereiro de 1910 | Monte Attell            | Estados Unidos | Universal      | 5/6                                      |
| 22 de fevereiro de 1910                                                                                                   | 26 de fevereiro de 1911 | Frankie Conley          | Estados Unidos | Universal      | 0                                        |
| 26 de fevereiro de 1911                                                                                                   | 9 de junho de 1914      | Johnny Coulon           | Canada         | Universal      | 12/13                                    |
| 9 de junho de 1914 | 9 de janeiro de 1917    | Kid Williams            | Dinamarca      | Universal      | 7                                        |
| 9 de janeiro de 1917 | 15 de agosto de 1919    | Pete Herman             | Estados Unidos | Universal      | 6                                        |
| 15 de agosto de 1919 | 11 de setembro de 1920  | Jackie Sharkey          | Itália         | Universal      | 1                                        |
| Sharkey teve seu título retirado em 11 de setembro de 1920.                                                               |                         |                         |                |                |                                          |
| 22 de dezembro de 1920 | 25 de julho de 1921     | Joe Lynch               | Estados Unidos | Universal      | 1                                        |
| 25 de julho de 1921 | 23 de setembro de 1921  | Pete Herman             | Estados Unidos | Universal      | 0                                        |
| 23 de setembro de 1921 | 10 de julho de 1922     | Johnny Buff             | Estados Unidos | Universal      | 1                                        |
| 10 de julho de 1922 | 21 de março de 1924     | Joe Lynch               | Estados Unidos | Universal      | 4                                        |
| 21 de março de 1924 | 19 de dezembro de 1924  | Abe Goldstein           | Estados Unidos | Universal      | 3                                        |
| 19 de dezembro de 1924 | 20 de março de 1925     | Cannonball Eddie Martin | Estados Unidos | Universal      | 1                                        |
| 20 de março de 1925 | 4 de fevereiro de 1927  | Charley Phil Rosenberg  | Estados Unidos | Universal      | 1                                        |
| Rosenberg não conseguiu mais manter seu peso e acabou abandonando seu título.                                             |                         |                         |                |                |                                          |
| 24 de junho de 1927 | 18 de maio de 1928      | Bud Taylor              | Estados Unidos | Universal      | 1                                        |
| Taylor teve seu título retirado em 18 de maio de 1928.                                                                    |                         |                         |                |                |                                          |
| 23 de maio de 1928 |                         | Bushy Graham            | Estados Unidos | Universal      | 0                                        |
| Graham nunca mais torna a lutar entre os pesos-galos.                                                                     |                         |                         |                |                |                                          |
| 7 de outubro de 1929 | 16 de abril de 1934     | Panama Al Brown         | Panamá         | ANB            | 4                                        |
| Brown teve seu título retirado pela ANB em 1934.                                                                          |                         |                         |                |                |                                          |
| 7 de agosto de 1935 | 26 de agosto de 1935    | Sixto Escobar           | Porto Rico     | ANB            | 0                                        |
| 26 de agosto de 1935 | 15 de novembro de 1935  | Lou Salica              | Estados Unidos | ANB            | 0                                        |
| 15 de novembro de 1935 | 23 de setemmbro de 1937 | Sixto Escobar           | Porto Rico     | Universal      | 3                                        |
| 23 de setembro de 1937 | 20 de fevereiro de 1938 | Harry Jeffra            | Estados Unidos | Universal      | 0                                        |
| 20 de fevereiro de 1938                                                                                                   | 4 de outubro de 1939    | Sixto Escobar           | Porto Rico     | Universal      | 1                                        |
| Escobar deixa seu título vago em 1939                                                                                     |                         |                         |                |                |                                          |
| 17 de novembro de 1939 | 7 de agosto de 1942     | Lou Salica              | Estados Unidos | Universal      | 6                                        |
| 7 de agosto de 1942 | 6 de janeiro de 1947    | Manuel Ortiz            | Estados Unidos | Universal      | 15                                       |
| 6 de janeiro de 1947 | 11 de março de 1947     | Harold Dade             | Estados Unidos | Universal      | 0                                        |
| 11 de março de 1947 | 31 de maio de 1950      | Manuel Ortiz            | Estados Unidos | Universal      | 4                                        |
| 31 de maio de 1950 | 15 de novembro de 1952  | Vic Toweel              | África do Sul  | Universal      | 3                                        |
| 15 de novembro de 1952 | 2 de maio de 1954       | Jimmy Carruthers        | Austrália      | Universal      | 2                                        |
| Carruthers decide se aposentar; seu título fica vago.                                                                     |                         |                         |                |                |                                          |
| 19 de setembro de 1954 | 29 de junho de 1956     | Robert Cohen            | França         | Universal      | 1                                        |
| 29 de junho de 1956 | 1º de abril de 1957     | Mario D'Agata           | Itália         | Universal      | 0                                        |
| 1º de abril de 1957 | 8 de julho de 1959      | Alphonse Halimi         | França         | Universal      | 1                                        |
| 8 de julho de 1959 | 30 de agosto de 1960    | Jose Becerra            | México         | Universal      | 2                                        |
| Becerra decide se aposentar; seu título fica vago.                                                                        |                         |                         |                |                |                                          |
| 18 de novembro de 1960 | 18 de maio de 1965      | Éder Jofre              | Brasil         | Universal      | 8                                        |

## Associação Mundial de Boxe
| Conquista do título                                                                          | Perda do título         | Campeão              | Campeão        | Reconhecimento        | Manutenção do cinturão número de defesas |
| -------------------------------------------------------------------------------------------- | ----------------------- | -------------------- | -------------- | --------------------- | ---------------------------------------- |
| 11 de setembro de 1962                                                                       | 18 de maio de 1965      | Éder Jofre           | Brasil         | AMB                   | 6                                        |
| 18 de maio de 1965                                                                           | 27 de fevereiro de 1968 | Fighting Harada      | Japão          | AMB                   | 4                                        |
| 22 de fevereiro de 1968                                                                      | 22 de agosto de 1969    | Lionel Rose          | Austrália      | AMB                   | 3                                        |
| 22 de agosto de 1968                                                                         | 16 de outubro de 1970   | Rubén Olivares       | México         | AMB                   | 2                                        |
| 16 de outubro de 1970                                                                        | 2 de abril de 1971      | Chucho Castillo      | México         | AMB                   | 0                                        |
| 2 de abril de 1971                                                                           | 19 de março de 1972     | Rubén Olivares       | México         | AMB                   | 2                                        |
| 19 de março de 1972                                                                          | 29 de julho de 1972     | Rafael Herrera       | México         | AMB                   | 0                                        |
| 29 de julho de 1972                                                                          | 20 de janeiro de 1973   | Enrique Pinder       | Panamá         | AMB                   | 0                                        |
| 20 de janeiro de 1973                                                                        | 3 de novembro de 1973   | Romeo Anaya          | México         | AMB                   | 2                                        |
| 3 de novembro de 1973                                                                        | 3 de julho de 1974      | Arnold Taylor        | África do Sul  | AMB                   | 0                                        |
| 3 de julho de 1974                                                                           | 14 de março de 1975     | Soo-Hwan Hong        | Coreia do Sul  | AMB                   | 1                                        |
| 14 de março de 1975                                                                          | 19 de novembro de 1977  | Alfonso Zamora       | México         | AMB                   | 5                                        |
| 19 de novembro de 1977                                                                       | 29 de agosto de 1980    | Jorge Luján          | Panamá         | AMB                   | 5                                        |
| 29 de agosto de 1980                                                                         | 14 de novembro de 1980  | Julian Solís         | Porto Rico     | AMB                   | 0                                        |
| 14 de novembro de 1980                                                                       | 7 de abril de 1984      | Jeff Chandler        | Estados Unidos | AMB                   | 9                                        |
| 7 de abril de 1984                                                                           | 10 de março de 1986     | Richie Sandoval      | Estados Unidos | AMB                   | 2                                        |
| 10 de março de 1986                                                                          | 4 de junho de 1986      | Gaby Canizales       | Estados Unidos | AMB                   | 0                                        |
| 4 de junho de 1986                                                                           | 3 de fevereiro de 1987  | Bernardo Pinango     | Venezuela      | AMB                   | 3                                        |
| Pinango decidiu subir para a categoria dos super-galos; seu título da AMB foi declarado vago |                         |                      |                |                       |                                          |
| 29 de março de 1987                                                                          | 24 de maio de 1987      | Takuya Muguruma      | Japão          | AMB                   | 0                                        |
| 24 de maio de 1987                                                                           | 4 de outubro de 1987    | Chan-Yong Park       | Coreia do Sul  | AMB                   | 0                                        |
| 4 de outubro de 1987                                                                         | 9 de maio de 1988       | Wilfredo Vasquez     | Porto Rico     | AMB                   | 1                                        |
| 9 de maio de 1988                                                                            | 14 de agosto de 1988    | Khaokor Galaxy       | Tailândia      | AMB                   | 0                                        |
| 14 de agosto de 1988                                                                         | 19 de outubro de 1991   | Luisito Espinosa     | Filipinas      | AMB                   | 2                                        |
| 19 de outubro de 1991                                                                        | 15 de março de 1992     | Israel Contreras     | Venezuela      | AMB                   | 0                                        |
| 15 de março de 1992                                                                          | 9 de outubro de 1992    | Eddie Cook           | Estados Unidos | AMB                   | 0                                        |
| 9 de outubro de 1992                                                                         | 23 de outubro de 1993   | Jorge Eliecer Julio  | Colômbia       | AMB                   | 2                                        |
| 23 de outubro de 1993                                                                        | 22 de abril de 1994     | Junior Jones         | Estados Unidos | AMB                   | 1                                        |
| 22 de abril de 1994                                                                          | 16 de julho de 1994     | John Michael Johnson | Estados Unidos | AMB                   | 0                                        |
| 16 de julho de 1994                                                                          | 17 de setembro de 1995  | Daorung Chuvatana    | Tailândia      | AMB                   | 2                                        |
| 17 de setembro de 1995                                                                       | 28 de janeiro de 1996   | Veeraphol Sahaprom   | Tailândia      | AMB                   | 0                                        |
| 28 de janeiro de 1996                                                                        | 27 de outubro de 1996   | Nana Konadu          | Gana           | AMB                   | 1                                        |
| 27 de outubro de 1996                                                                        | 26 de junho de 1999     | Johnny Tapia         | Estados Unidos | AMB0                  |                                          |
| 26 de junho de 1999                                                                          | 7 de agosto de 2001     | Paulie Ayala         | Estados Unidos | AMB                   | 3                                        |
| Ayala teve seu título revogado pela AMB.                                                     |                         |                      |                |                       |                                          |
| 14 de outubro de 2001                                                                        | 19 de maio de 2002      | Eidy Moya            | Venezuela      | AMB                   | 0                                        |
| 19 de maio de 2002                                                                           | 11 de outubro de 2004   | Johnny Bredahl       | Dinamarca      | AMB                   | 3                                        |
| Bredahl decidiu se aposentar em 2004; seu título ficou vago.                                 |                         |                      |                |                       |                                          |
| 26 de fevereiro de 2005                                                                      | 31 de maio de 2008      | Wladimir Sidorenko   | Ucrânia        | AMB                   | 6                                        |
| 31 de maio de 2008                                                                           | 19 de novembro de 2010  | Anselmo Moreno       | Panamá         | AMB                   | 7                                        |
| 19 de novembro de 2010                                                                       | Presente                | Anselmo Moreno       | Panamá         | AMB (Super-Campeão)   |                                          |
| Moreno foi promovido, em 19 de novembro de 2010, à condição de Super-Campeão.                |                         |                      |                |                       |                                          |
| 26 de dezembro de 2010                                                                       | Presente                | Koki Kameda          | Japão          | AMB (Campeão Regular) |                                          |

## Conselho Mundial de Boxe
| Conquista do título | Perda do título         | Campeão                 | Campeão        | Reconhecimento | Manutenção do cinturão número de defesas |
| --- | ----------------------- | ----------------------- | -------------- | -------------- | ---------------------------------------- |
| 4 de maio de 1963 | 18 de maio de 1965      | Éder Jofre              | Brasil         | CMB            | 5                                        |
| 18 de maio de 1965 | 27 de fevereiro de 1968 | Fighting Harada         | Japão          | CMB            | 4                                        |
| 22 de fevereiro de 1968 | 22 de agosto de 1969    | Lionel Rose             | Austrália      | CMB            | 3                                        |
| 22 de agosto de 1968 | 16 de outubro de 1970   | Rubén Olivares          | México         | CMB            | 2                                        |
| 16 de outubro de 1970 | 2 de abril de 1971      | Chucho Castillo         | México         | CMB            | 0                                        |
| 2 de abril de 1971 | 19 de março de 1972     | Rubén Olivares          | México         | CMB            | 2                                        |
| 19 de março de 1972 | 29 de julho de 1972     | Rafael Herrera          | México         | CMB            | 0                                        |
| 29 de julho de 1972 | 1973                    | Enrique Pinder          | Panamá         | CMB            | 0                                        |
| Pinder teve seu título revogado pela CMB.                                                                                               |                         |                         |                |                |                                          |
| 14 de abril de 1973 | 7 de dezembro de 1974   | Rafael Herrera          | México         | CMB            | 2                                        |
| 7 de dezembro de 1974 | 8 de maio de 1976       | Rodolfo Martinez        | México         | CMB            | 3                                        |
| 8 de maio de 1976 | 3 de junho de 1979      | Carlos Zárate           | México         | CMB            | 9                                        |
| 3 de junho de 1979 | 1982                    | Lupe Pintor             | México         | CMB            | 8                                        |
| Pintor decidiu subir para a categoria dos super-galos; seu tíutlo da CMB foi declarado vago.                                            |                         |                         |                |                |                                          |
| 1º de setembro de 1983 | 1984                    | Alberto Davila          | Estados Unidos | CMB            | 1                                        |
| Davila teve seu título da CMB revogado.                                                                                                 |                         |                         |                |                |                                          |
| 4 de maio de 1985 | 9 de agosto de 1985     | Daniel Zaragaoza        | México         | CMB            | 0                                        |
| 9 de agosto de 1985 | 29 de outubro de 1988   | Miguel Happy Lora       | Colômbia       | CMB            | 7                                        |
| 29 de outubro de 1988 | 25 de fevereiro de 1991 | Raúl Pérez              | México         | CMB            | 7                                        |
| 25 de fevereiro de 1991 | 19 de setembro de 1991  | Greg Richardson         | Estados Unidos | CMB            | 1                                        |
| 19 de setembro de 1991 | 17 de setembro de 1992  | Joichiro Tatsuyoshi     | Japão          | CMB            | 0                                        |
| 17 de setembro de 1992 | 28 de março de 1993     | Victor Rabanales        | México         | CMB            | 1                                        |
| 28 de março de 1993 | 23 de dezembro de 1993  | Jung-Il Byun            | Coreia do Sul  | CMB            | 1                                        |
| 23 de dezembro de 1993 | 30 de julho de 1995     | Yasuei Yakushiji        | Japão          | CMB            | 4                                        |
| 30 de julho de 1995 | 11 de janeiro de 1997   | Wayne McCullough        | Irlanda        | CMB            | 2                                        |
| McCullough decidiu subir para categoria dos super-galos; seu título da CMB foi transmitido ao campeão interino Sirimongkol Singwangcha. |                         |                         |                |                |                                          |
| 11 de janeiro de 1997 | 22 de novembro de 1997  | Sirimongkol Singwangcha | Tailândia      | CMB            | 3                                        |
| 22 de novembro de 1997 | 29 de dezembro de 1998  | Joichiro Tatsuyoshi     | Japão          | CMB            | 2                                        |
| 29 de dezembro de 1998 | 16 de abril de 2005     | Veeraphol Sahaprom      | Tailândia      | CMB            | 14                                       |
| 16 de abril de 2005 | 30 de abril de 2010     | Hozumi Hasegawa         | Japão          | CMB            | 10                                       |
| 30 de abril de 2010 | 19 de fevereiro de 2011 | Fernando Montiel        | México         | CMB            | 1                                        |
| 19 de fevereiro de 2011 | Presente                | Nonito Donaire          | Filipinas      | CMB            |                                          |

## Federação Internacional de Boxe
| Conquista do título                                                                             | Perda do título         | Campeão            | Campeão        | Reconhecimento | Manutenção do cinturão número de defesas |
| ----------------------------------------------------------------------------------------------- | ----------------------- | ------------------ | -------------- | -------------- | ---------------------------------------- |
| 15 de abril de 1984                                                                             | 25 de abril de 1985     | Satoshi Shingaki   | Japão          | FIB            | 1                                        |
| 25 de abril de 1985                                                                             | 1987                    | Jeff Fenech        | Austrália      | FIB            | 3                                        |
| Fenech deciciu subir para a categoria dos super-galos; seu título da FIB foi declarado vago.    |                         |                    |                |                |                                          |
| 15 de maio de 1987                                                                              | 9 de julho de 1988      | Kelvin Seabrooks   | Estados Unidos | FIB            | 3                                        |
| 9 de julho de 1988                                                                              | 1994                    | Orlando Canizales  | Estados Unidos | FIB            | 16                                       |
| Canizales decidiu subir para a categoria dos super-galos; seu título da FIB foi declarado vago. |                         |                    |                |                |                                          |
| 21 de janeiro de 1995                                                                           | 29 de abril de 1995     | Harold Mestre      | Colômbia       | FIB            | 0                                        |
| 29 de abril de 1995                                                                             | 19 de julho de 1997     | Mbulelo Botile     | África do Sul  | FIB            | 5                                        |
| 19 de julho de 1997                                                                             | 15 de fevereiro de 2003 | Tim Austin         | Estados Unidos | FIB            | 9                                        |
| 15 de fevereiro de 2003                                                                         | 2007                    | Rafael Márquez     | México         | FIB            | 7                                        |
| Márquez decidiu subir para a categoria dos super-galos; seu título da FIB foi declarado vago.   |                         |                    |                |                |                                          |
| 7 de julho de 2007                                                                              | 29 de setembro de 2007  | Luis Alberto Pérez | Nicarágua      | FIB            | 0                                        |
| 29 de setembro de 2007                                                                          | 31 de outubro de 2009   | Joseph Agbeko      | Gana           | FIB            | 2                                        |
| 31 de outubro de 2009                                                                           | 11 de dezembro de 2010  | Yonnhy Pérez       | Colômbia       | FIB            | 1                                        |
| 11 de dezembro de 2010                                                                          | 13 de agosto de 2011    | Joseph Agbeko      | Gana           | FIB            | 0                                        |
| 13 de agosto de 2011                                                                            | Presente                | Abner Mares        | México         | FIB            |                                          |

## Organização Mundial de Boxe
| Conquista do título                         | Perda do título         | Campeão                | Campeão        | Reconhecimento | Manutenção do cinturão número de defesas |
| ------------------------------------------- | ----------------------- | ---------------------- | -------------- | -------------- | ---------------------------------------- |
| 3 de fevereiro de 1989                      | 1990                    | Israel Contreras       | Venezuela      | OMB            | 1                                        |
| Contreras abdicou de seu título da OMB.     |                         |                        |                |                |                                          |
| 12 de março de 1991                         | 30 de junho de 1991     | Gaby Canizales         | Estados Unidos | OMB            | 0                                        |
| 30 de junho de 1991                         | 13 de maio de 1992      | Duke McKenzie          | Reino Unido    | OMB            | 2                                        |
| 13 de maio de 1992                          | 30 de julho de 1994     | Rafael Del Valle       | Porto Rico     | OMB            | 2                                        |
| 30 de julho de 1994                         | 21 de outubro de 1995   | Alfred Kotey           | Gana           | OMB            | 2                                        |
| 21 de outubro de 1995                       | 26 de abril de 1996     | Daniel Jimenez         | Porto Rico     | OMB            | 1                                        |
| 26 de abril de 1996                         | 1996                    | Robbie Regan           | Reino Unido    | OMB            | 0                                        |
| Regan deixou vago seu título da OMB.        |                         |                        |                |                |                                          |
| 28 de julho de 1997                         | 8 de janeiro de 2000    | Jorge Eliecer Julio    | Colômbia       | OMB            | 3                                        |
| 8 de janeiro de 2000                        | 6 de maio de 2000       | Johnny Tapia           | Estados Unidos | OMB            | 1                                        |
| Tapia deixou vago seu título da OMB.        |                         |                        |                |                |                                          |
| 4 de setembro de 2000                       | 15 de março de 2002     | Mauricio Martinez      | Panamá         | OMB            | 1                                        |
| 15 de março de 2002                         | 7 de maio de 2004       | Cruz Carbajal          | México         | OMB            | 2                                        |
| 7 de maio de 2004                           | 29 de outubro de 2005   | Ratanachai Sor Vorapin | Tailândia      | OMB            | 1                                        |
| 29 de outubro de 2005                       | 11 de agosto de 2007    | Jhonny González        | México         | OMB            | 2                                        |
| 11 de agosto de 2007                        | 2009                    | Gerry Peñalosa         | Filipinas      | OMB            | 1                                        |
| Peñalosa teve seu título revogado pela OMB. |                         |                        |                |                |                                          |
| 28 de março de 2009                         | 19 de fevereiro de 2011 | Fernando Montiel       | México         | OMB            | 2                                        |
| 19 de fevereiro de 2011                     | Presente                | Nonito Donaire         | Filipinas      | OMB            |                                          |